# Sidneioides japonense
Sidneioides japonense är en sjöpungsart som beskrevs av Vladimir V. Redikorzev 1913. Sidneioides japonense ingår i släktet Sidneioides och familjen klumpsjöpungar. Inga underarter finns listade i Catalogue of Life.